# Пригородній (Волгоградська область)
Пригородній (рос. Пригородный) — селище у Фроловському районі Волгоградської області Російської Федерації.
Населення становить 1062  особи. Входить до складу муніципального утворення Пригороднє сільське поселення.

## Історія
Населений пункт розташований у межах українського історичного та культурного регіону Жовтий Клин.
Населений пункт заснований 1930 року.
Згідно із законом від 14 лютого 2005 року № 1002-ОД органом місцевого самоврядування є Пригороднє сільське поселення.

## Населення
| 2002 | 2010  |
| ---- | ----- |
| 1146 | ↘1062 |